# Второе пришествие Иисуса Христа

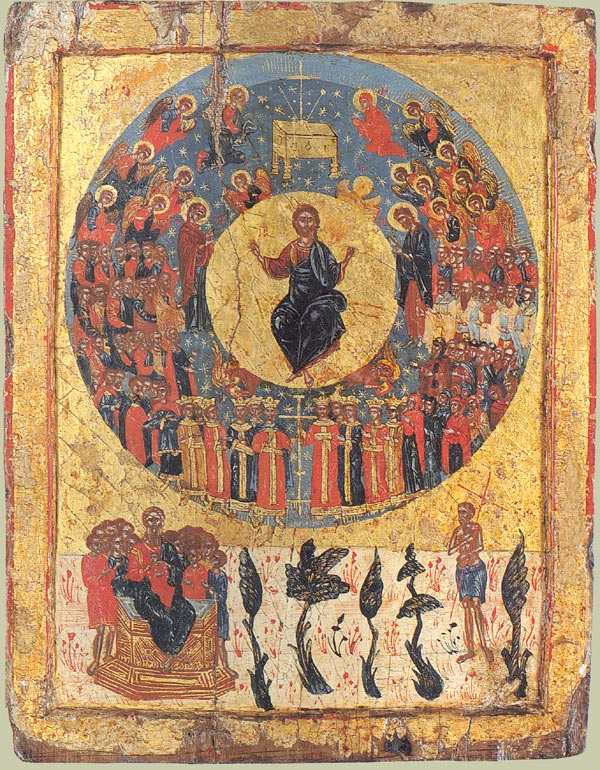
Икона «Второе пришествие», Греция, ок. 1700

Второ́е прише́ствие Иисуса Христа — событие, ожидаемое во всех христианских конфессиях и в исламе, предвозвещённое в Новом Завете. Одно из догматических положений Церкви, зафиксированное в Никео-Цареградском Символе веры, в его 7-м члене:
Верую во Единого Господа Иисуса Христа <…> паки Грядущаго со славою судити живым и мертвым, Егоже Царствию не будет конца. Оригинальный текст (греч.)Πιστεύω εἰς ἕνα Κύριον Ἰησοῦν Χριστόν <…> πάλιν ἐρχόμενον μετὰ δόξης κρῖναι ζῶντας καὶ νεκρούς, οὗ τῆς βασιλείας οὐκ ἔσται τέλος

## В Библии

### В Ветхом Завете
Некоторые из пророчеств Ветхого Завета о «дне Господнем» (дне Яхве) в христианской традиции также связываются со Вторым пришествием.

Перед ними потрясётся земля, поколеблется небо; солнце и луна помрачатся, и звезды потеряют свой свет. И Господь даст глас Свой пред воинством Своим, ибо весьма многочисленно полчище Его и могуществен исполнитель слова Его; ибо велик день Господень и весьма страшен, и кто выдержит его?
— Иоил. 2:10-11

### В Новом Завете
Теме второго пришествия Иисуса Христа посвящено множество пророчеств Нового Завета. В том числе, сам Иисус Христос в них неоднократно говорит о своём втором пришествии (Мф. 16:27; 24:27; 25:31; Мк. 8:38; Лк. 12:40), о нём повествуют и апостолы (1Ин. 2:28; 1Кор. 4:5; 1Фес. 5:2-6) и потому оно было общим убеждением Церкви во все времена и вошло почти во все древние символы веры.

## События Второго пришествия

### Время Второго пришествия
В текстах Библии Иисус Христос и апостолы не только не указывают определённо на день и час второго пришествия, но даже прямо говорят о невозможности для человека знать это (Мф. 24:36; Деян. 1:6, 7; 2Пет. 3:10 и др.).
Иисус говорил своим ученикам о втором пришествии:
Истинно говорю вам: не прейдет род сей, как всё сие будет.Мф. 24:34
Учёные считают, что в этой фразе Иисус сказал не «род», а «поколение». Что если бы он хотел сказать «род», то употребил бы слово genos (род), а не genea (поколение).
В таком случае, учитывая предыдущие заявления Иисуса и если буквально понимать сказанное, Второе пришествие должно было случиться во время жизни людей, живущих в одном поколении с Иисусом, но в неизвестный день и час.
По мнению историка Чарльза Фримэна, ранние христиане ожидали возвращения Иисуса во время жизни поколения, при котором умер Иисус, и то, что Иисус не явился, удивило сообщества ранних христиан
Дети! последнее время. И как вы слышали, что придет антихрист, и теперь появилось много антихристов, то мы и познаём из того, что последнее время.1Ин. 2:18

### Признаки приближения
Апостолы также указали некоторые признаки этого времени, как то: появление многих лжехристов (Мф. 24:5; 1Ин. 2:18), распространение проповеди евангельской по всему миру, всем народам (Мф. 24:14), оскудение веры и любви в людях (Мф. 24:12; Лк. 18:8), страх перед бедствиями, которые должны постичь Землю (Лк. 21:26) и явление беззаконника (греч. ὁ ἄνομος) (2Фес. 2:8), то есть антихриста. 

И даны были ему уста, говорящие гордо и богохульно, и дана ему власть действовать сорок два месяца.
— Откр. 13:5
В притче о смоковнице (Мф. 24:32, 33; Лк. 21:29-31) Иисус Христос указал способ определения приближения Дня Господня: когда деревья распускаются — то лето близко. Когда «пришествие Сына Человеческого» будет «близко, при дверях», то ученики будут способны это узнать (Мф. 24:33). Христос просит учеников увидеть приближение Царствия Божьего и восклониться (Лк. 21:28, 31).
Как и в пророчествах Ветхого Завета, пророчества Нового Завета говорят о том, что второму пришествию будут предшествовать многие катаклизмы (землетрясения) и знамения на небе (помрачения солнца и луны, падения звёзд с неба).

И вдруг, после скорби дней тех, солнце померкнет, и луна не даст света своего, и звезды спадут с неба, и силы небесные поколеблются; тогда явится знамение Сына Человеческого на небе; и тогда восплачутся все племена земные и увидят Сына Человеческого, грядущего на облаках небесных с силою и славою великою.
— Мф. 24:29,30

### Видимое пришествие

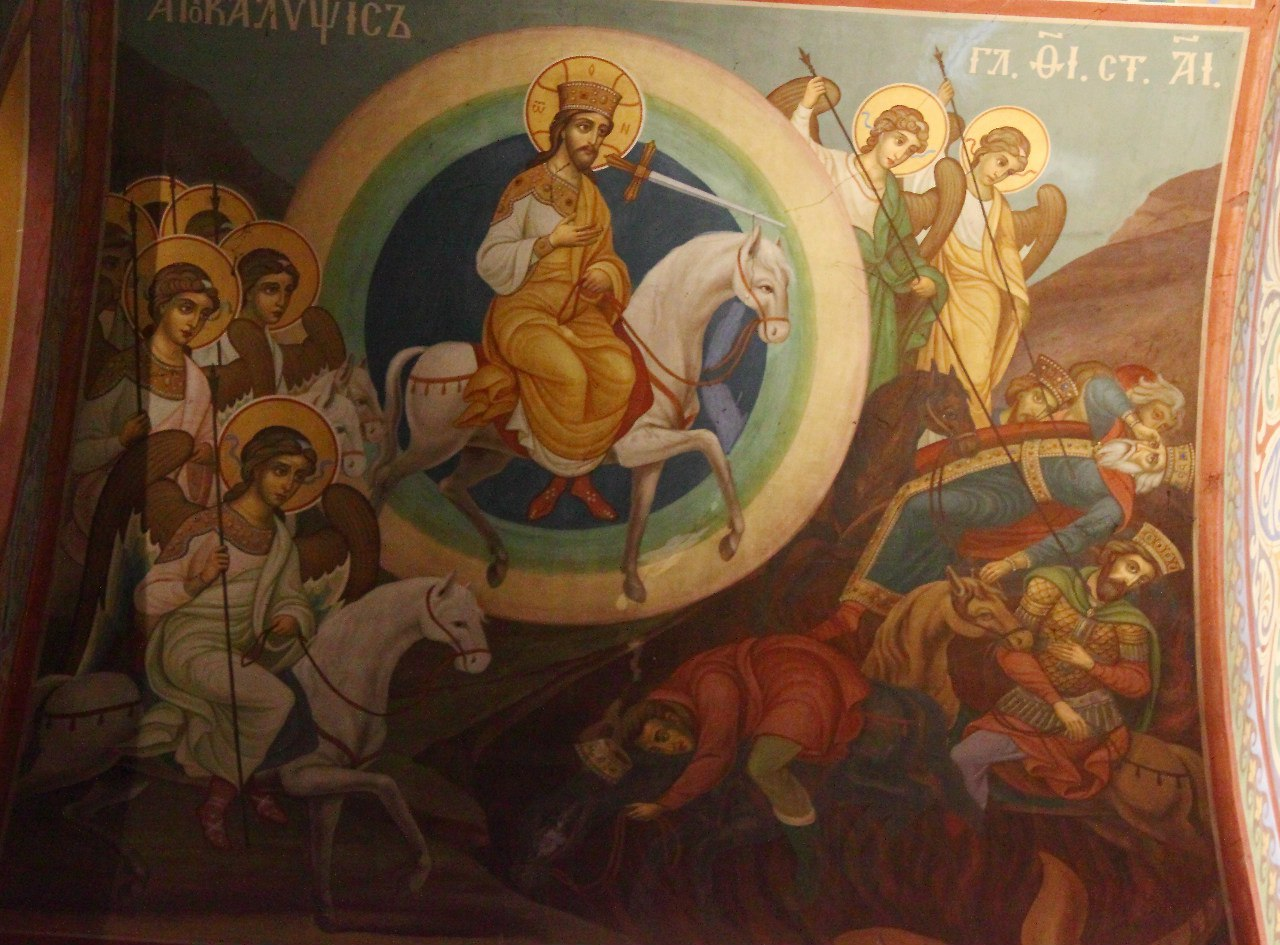
Второе пришествие, изображённое на фреске новгородского собора святой Софии

Согласно текстам Нового Завета, Второе пришествие Христово для суда над миром будет видимым для всех людей на Земле.
1. Отк. 1:7 — «и узрит Его всякое око»;
2. Мф. 24:30 — «и тогда восплачутся все племена земные и увидят Сына Человеческого, грядущего на облаках небесных с силою и славою великою»;
3. Мк. 13:26 — «Тогда увидят Сына Человеческого, грядущего на облаках с силою многою и славою»;
4. Лк. 21:26,27 — «люди будут издыхать от страха и ожидания [бедствий], грядущих на вселенную, ибо силы небесные поколеблются, и тогда увидят Сына Человеческого, грядущего на облаке с силою и славою великою».

### Восхищение Церкви
С учением о Втором пришествии Христа тесно связана доктрина о Восхищении (Вознесении) Церкви, основанная на ряде отрывков Нового Завета («потом мы, оставшиеся в живых, вместе с ними восхищены будем на облаках в сретение Господу на воздухе, и так всегда с Господом будем» 1Фес. 4:17, а также 1Кор. 15:51-52 и др.) Согласно им, при Втором пришествии Церковь будет восхищена на небо для встречи со Христом.
В христианском богословии существуют разные мнения относительно времени Восхищения Церкви: будет ли оно происходить одновременно со Вторым Пришествием, либо за некоторое время до него (перед периодом или в середине периода Великой скорби).
Автор «Лекций по систематическому богословию» Генри Кларенс Тиссен нашёл утверждения о том, что Восхищение и Второе пришествие — разные события, разделённые во времени, уже в древних христианских произведениях: трактате «Против ересей» Иринея Лионского и «Пастыре» Гермы. Однако, по мнению Тиссена, в первые века христианства «существовала некоторая путаница в этом вопросе». После провозглашения Миланского эдикта и в последующем обретении Христианской церковью легального статуса, «Церковь обратилась к аллегоризации тех мест Писания, которые говорят о пришествии Господа», — отметил Тиссен.

### Значение

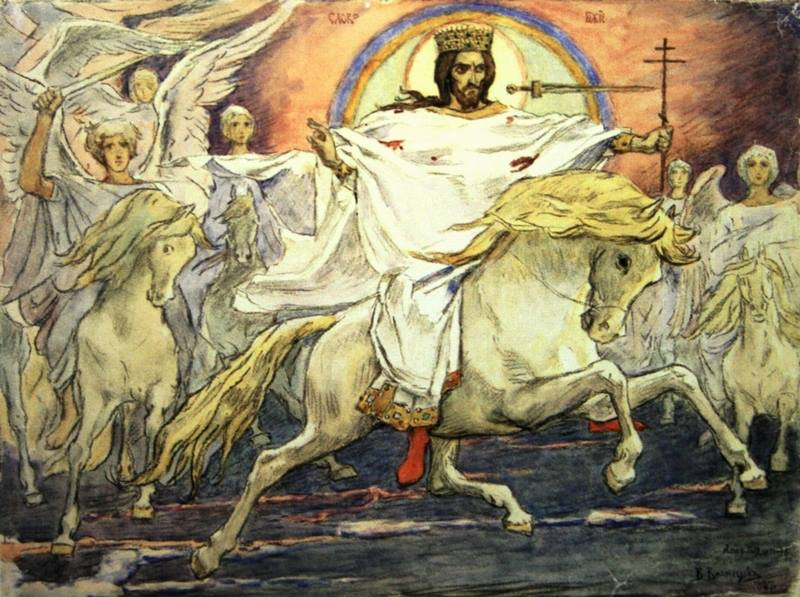
В. М. Васнецов, Воинствующий Христос, 1887

Второе пришествие Иисуса Христа будет славным: Он явится не уничижённым сыном человеческим, как в первый раз, но как истинный Сын Божий, окружённый ангелами, служащими Ему (Мф. 24:30; 16:27; Мр. 8:38; 1Фес. 4:16 и проч.).
Перед вторым пришествием произойдёт воскресение умерших во Христе и изменение верных, оставшихся в живых. В некоторых христианских конфессиях (баптисты, пятидесятники и др.) считают, что в это время произойдёт восхищение Церкви и встреча её с Иисусом Христом в облаках. (1Фес. 4:16, 17; 1Кор. 15:51—57; Флп. 3:21; 1Ин. 3:2).
После Страшного суда наступит вечность, — блаженная в общении с Иисусом Христом для одних и мучительная — для других. (Ин. 5:29; Дан. 12:2 и проч.)

## Аналоги и противопоставления в других религиях

### Зороастризм
Саошьянт (авест. 𐬯𐬀𐬊𐬳𐬌𐬌𐬀𐬧𐬝 saoš́iiaṇt̰, авест., причастие будущего времени от глагола «спасать») — эсхатологический спаситель в зороастризме, который придет на Землю для окончательной победы добра над злом. Последователи Зороастра верили, что Саошьянт родится от семени пророка, чудесным образом сохраняющегося в глубине вод одного озера (отождествляемого с озером Кансаойа, то есть с озером Хамун на юго-востоке Ирана). Когда приблизится конец времен, в нём искупается девушка и зачнёт от пророка. 
В результате битвы с силами Аримана, все силы зла будут разбиты, ад будет разрушен, все мёртвые — праведники и грешники, воскреснут для последнего суда в виде испытания огнём (огненной ордалии). Воскресшие пройдут через поток расплавленного металла, в котором сгорят остатки зла и несовершенства. Праведным испытание покажется купанием в парном молоке, а нечестивые сгорят. После последнего суда мир навечно вернётся к своему изначальному совершенству.

### Буддизм
Майтрея (санск. Maitreya — «Милосердный») — в мифологии буддизма — ожидаемый Будда. В буддийских легендах рассказывается, что Будда встретил Майтрейю на небесах Тушита и назначил его своим преемником на земле, дабы он появился в образе Будды в далёком будущем.
Вот что говорил о приходе Бодхисаттвы Майтрейи (который в будущем станет Буддой) Великий мудрец Гаутама Шакьямуни Будда, основатель буддизма:
«Итак, мои братья! В те дни предстанет в мире Возвышенный, Который будет вещать под именем Майтрейя (трёх архатов, достигших совершенного просветления), одаренный мудростью и справедливостью блаженный Отрок, знающий мир, несравненноподобный Вождь, укротитель человечества, Учитель дэв и людей, вознесенный Будда, равный Мне. Он восстановит нормы — милосердные в начале, милосердные в середине и милосердные в конце. Он будет проповедовать жизнь полноценную, истинную — внешне и духовно. И Он будет возглавлять многотысячное Братство, как Я сейчас возглавляю многосотенное братство…» — вольный перевод отрывка из сутры «Львиный рык миродержца» (Cakkavatti Sīhanīda sutta), входящей в «Дигха-никая».

### Ислам
Согласно исламскому вероучению, в конце времён перед Концом Света появится Аль-Масих ад-Даджаль (лжемессия, антихрист). Его появление ознаменует те испытания, которые выпадут людям. Владычество ад-Даджаля продлится несколько лет, после чего он соберёт под своим предводительством огромную армию и начнёт войну против тех, кто отверг его. И в этот момент явится с небес Иса и сокрушит Даджаля. Затем Иса объединит мир под единым владычеством и на основе единой религии ислама.
В одном из хадисов сподвижника пророка Мухаммеда Абу Хурайры приводится рассказ о втором пришествии Исы: «Посланник Аллаха сказал: „Клянусь Тем, в чьих руках моя жизнь. Скоро, очень скоро сын Марьям сойдёт к вам как судия справедливый. Он разобьёт кресты, убьёт свиней, отменит налог с иноверцев и настолько умножит богатство, что никто уже не будет желать его. И это будет так, что один земной поклон станет предпочтительней земного мира и всего, что есть в нём“».

### Иудаизм
В иудейской эсхатологической литературе описывается приход двух мессий. Первым придёт мессия, сын Иосифа, чтобы пострадать и погибнуть, после чего второй мессия, сын Давида, явится, чтобы воцариться и править.
Иудаизм признаёт за Пришествие Мессии только такое положение дел, при котором будут осуществлены пророчества древних еврейских пророков — в частности, на всей Земле установится всеобщий, вечный мир, исчезнет зло, преступность:
- «И будет Он (Мессия) судить народы, и обличит многие племена; и перекуют мечи свои на орала, и копья свои — на серпы; не поднимет меча народ на народ, и не будут более учиться воевать» (Ис. 2:4).
- «Притеснителя не станет, грабеж прекратится, попирающие исчезнут с земли» (Исайя 16.4).
- «Земля будет наполнена ведением Господа, как воды наполняют море» (Исайя. 11:9).
- «Делающие зло истребятся, уповающие же на Господа наследуют землю» (Псалом 36.9).
- «Зло истребится, и исчезнет лукавство; процветет вера, побеждено будет растление, явится Истина» (3 Езд.6:25)

Христиане ожидают реализации этих пророчеств при «втором пришествии Иисуса Христа», различаясь при этом с иудеями в вопросе «приходил ли уже мессия раньше», то есть будет ли это Пришествие Мессии вторым или первым.
По мнению части католиков и протестантов, иудаизм и христианство представляют собой «эсхатологическое единство» и, соответственно, еврейские представления о Мессии идентичны представлениям о Втором Пришествии Иисуса. В христианской среде широкое распространение получили взгляды о том, что в Новом Завете недвусмысленно сказано, что во время или после Второго пришествия все иудеи уверуют в Иисуса Христа. Эти представления основаны на понимании высказывания в Рим.11:26 «и так весь Израиль спасётся, как написано: придёт от Сиона Избавитель, и отвратит нечестие от Иакова». Разное понимание того, кого следует понимать под «Израилем» (этнических евреев или христиан как «духовный Израиль»), приводят к различным богословским выводам.

## Люди, объявлявшие себя Христом
Ранние христиане воспринимали пророчество о втором пришествии буквально, ожидая прихода Иисуса Христа во плоти и наступления Царства Божия ещё при их жизни.
Одна из первых исторически документированных попыток духовно возглавить иудеев связана с иудеем Симоном бен Косеба (Бар-Кохба, «сын звезды»), объявившем себя мессией. Бар-Кохба в 131 году повёл своих сторонников на вооружённое восстание против Римской империи, освободил только что отстроенный Иерусалим (Элия Капитолина) и был объявлен царём иудейским. Палестинские христиане первоначально примкнули к восстанию, но отказались называть Бар-Кохбу мессией, что привело к конфликту, и в конечном итоге обострило отношения христиан с правоверными иудеями. Летом 135 года восстание было подавлено императором Адрианом, а вера ранних христиан в быстрое наступление второго пришествия пошатнулась.
В последующие века находились люди, заявлявшие, что являются Иисусом Христом. К некоторым из них общество относилось как к психически больным или мошенникам, другим удавалось собрать вокруг себя то или иное количество последователей.
Среди тех, кто утверждал, что является пришедшим во второй раз Иисусом Христом, были:
- Фёдор Рыбалкин (РСФСР, примерно 1920) — пользовался доверием около 7 тысяч человек, отправлен в психиатрическую лечебницу.
- Мун Сон Мён (Республика Корея, примерно 1960) — лидер секты «Церковь объединения».
- Константин Руднев — лидер тоталитарной секты Ашрам Шамбалы (СССР, 1989)[25].
- «Мария Дэви Христос» (СССР, 1990) — лидер деструктивной секты «Белое братство».
- Виссарион (СССР, 1991) — лидер секты «Церковь последнего завета».
- Сёко Асахара (Япония, начало 1990-х) — лидер террористической тоталитарной секты «Аум Синрикё»[26].
- Григорий Грабовой (Россия, 2004) — осуждён за мошенничество в особо крупных размерах, провёл несколько лет в заключении.
- Мехмет Али Агджа (Турция, 2010).